# باتريك كينيدي
باتريك كينيدي (بالإنجليزية: Patrick Kennedy (1823–1858))‏ (و. 1823 – 1858 م) هو مزارع ورجل أعمال وسياسي من جمهورية أيرلندا. ولد في مقاطعة وكسفورد. كان باتريك الابن الأصغر للمزارع جيمس كينيدي الأب وزوجته ماريا مايدن ووالد رجل الأعمال والسياسي ب. ج. كينيدي. كان لباتريك ثلاثة اشقاء أكبر منه هم جون كينيدي الثاني وجيمس كينيدي الابن وماري كينيدي.
توفي في بوسطن .